# Hydrotaea basdeni
Hydrotaea basdeni är en tvåvingeart som beskrevs av Collin 1939. Hydrotaea basdeni ingår i släktet Hydrotaea och familjen husflugor. Inga underarter finns listade i Catalogue of Life.